# McFly
McFly es una banda británica de pop rock procedente de Londres formada por Tom Fletcher (voz y guitarra), Danny Jones (voz y guitarra), Dougie Poynter (bajo y coros) y Harry Judd (batería), cuyo nombre proviene del personaje cinematográfico Marty McFly, protagonista de la trilogía Back to the Future. Ganadores de un BRIT Award en el año 2005, McFly ha vendido una cantidad estimada de diez millones de copias en todo el mundo, entre las que se incluyen dos álbumes número uno y diecisiete sencillos en el top 10, siete de los cuales consiguieron alcanzar el primer puesto en el Reino Unido.
La banda se formó el 5 de agosto de 2003, pero no alcanzó la fama en las islas británicas hasta el año 2004, momento en el que Room on the 3rd Floor, su primer álbum de estudio, alcanzó el primer puesto de las listas de ventas y obtuvo el doble disco de platino. Gracias a esto, McFly se convirtió en la banda más joven en conseguir un álbum debut número uno en el Reino Unido, récord previamente ostentado por The Beatles. El segundo álbum de la banda, Wonderland, puesto a la venta en el 2005, también logró el número uno en el Reino Unido. Su tercer disco, Motion In The Ocean, salió a la venta en el año 2006 y alcanzó el sexto puesto de las listas británicas. En noviembre de 2007, McFly reunió todos sus grandes éxitos en su primer álbum recopilatorio, All the Greatest Hits, que se convirtió en el cuarto disco más vendido de la UK Albums Chart en su primera semana de lanzamiento. A partir de este momento la banda decidió abandonar su antigua discográfica, y en el año 2008 lanzó al mercado su cuarta producción de estudio, Radio:ACTIVE, que se convirtió en la primera publicación del grupo bajo su propio sello discográfico. El material alcanzó el octavo puesto de las listas de ventas. A mediados de 2010, la banda anunció un nuevo contrato con Universal/Island, en un acuerdo al 50 % entre Super Records y Universal Music. Fruto de este nuevo convenio, en noviembre de 2010, salió a la venta su álbum de estudio más reciente, Above the Noise, que consiguió convertirse en disco de plata. El 10 de octubre de 2012, McFly anunció el lanzamiento de su tercer álbum recopilatorio, Memory Lane: The Best of McFly, que fue publicado el 26 de noviembre de 2012.
En el mundo del cine, se interpretaron a sí mismos en la comedia adolescente Just My Luck, protagonizada por Lindsay Lohan y Chris Pine, cuya banda sonora fue compuesta por la propia banda y publicada en un álbum homónimo en los EE. UU. En el año 2010, la banda rodó su propio cortometraje de 40 minutos de duración de tema vampírico, llamado Nowhere Left to Run, para promocionar su nueva web Super City. El grupo también ha contribuido en varias causas humanitarias como Comic Relief, Live 8, Sport Relief, Children in Need y Earth Hour.

## Historia

### 2002—2003:Formación
La creación de McFly se remonta hasta el año 2002, cuando Tom Fletcher acudió a una audición para ingresar en una nueva banda, Busted. En un principio Fletcher fue aceptado junto a James Bourne, Matt Willis, y Charlie Simpson pero el sello discográfico Island Records revaloró de nuevo la situación y finalmente tomó la decisión de que la futura banda la compusiesen tres miembros en vez de cuatro. Él mismo reconoció que estuvo en la banda «como 24 horas». Pese a que la compañía discográfica decidió no ofrecer a Tom un lugar en el grupo, su capacidad para escribir canciones le valió un puesto dentro del equipo de compositores de Busted, entre los que se encontraba el ya citado y consolidado Bourne.
En el año 2003, durante la producción del segundo álbum de estudio de Busted, A Present For Everyone, del cual Fletcher es coautor de 8 temas, la discográfica le preguntó a Tom si estaría dispuesto a formar parte de una nueva banda llamada V. Fue ese el momento en el que Fletcher y Danny Jones, que había acudido a la audición por error, se conocieron por primera vez. Jones pensaba haberse presentado a un casting de una banda convencional basada en los instrumentos en vez de al de una boyband donde primaban las coreografías, mientras que Fletcher había asistido como mero espectador. Danny estaba sentado con su guitarra mientras los demás aspirantes realizaban calentamientos y estiramientos, cosa que llamó la atención de Tom, que le ofreció escribir canciones junto a él y James Bourne. Cuando el plan de escribir canciones para Busted llegó a su fin, los dos comenzaron a colaborar juntos en un proyecto propio ayudados por Bourne para una nueva banda todavía sin nombre. Obtuvieron un contrato discográfico y se instalaron en el Hotel InterContinental de Londres con su mánager durante dos meses para escribir su primer álbum, siendo todavía menores de edad. Con el objetivo de completar la banda, publicaron un anuncio en la revista musical NME para convocar una audición en la cual, el bajista Dougie Poynter, de tan sólo 15 años, y el batería Harry Judd, de 17, fueron los elegidos. Ambos de Essex, coincidieron al mismo tiempo y entablaron rápidamente una buena relación gracias a su gusto común por el grupo The Starting Line, después de que Poynter se fijarse en que Judd llevaba el logo de dicha banda en su camiseta.
El apellido McFly fue finalmente elegido como el nombre oficial de la banda, basándose en la admiración de Tom por la trilogía Back to the Future y su protagonista Marty McFly interpretado por Michael J. Fox. Al principio a Jones no le gustó el nombre, pero cambió de idea después de haber visto la película y descubrir las letras «D.Jones» escritas en un detalle de una camioneta.

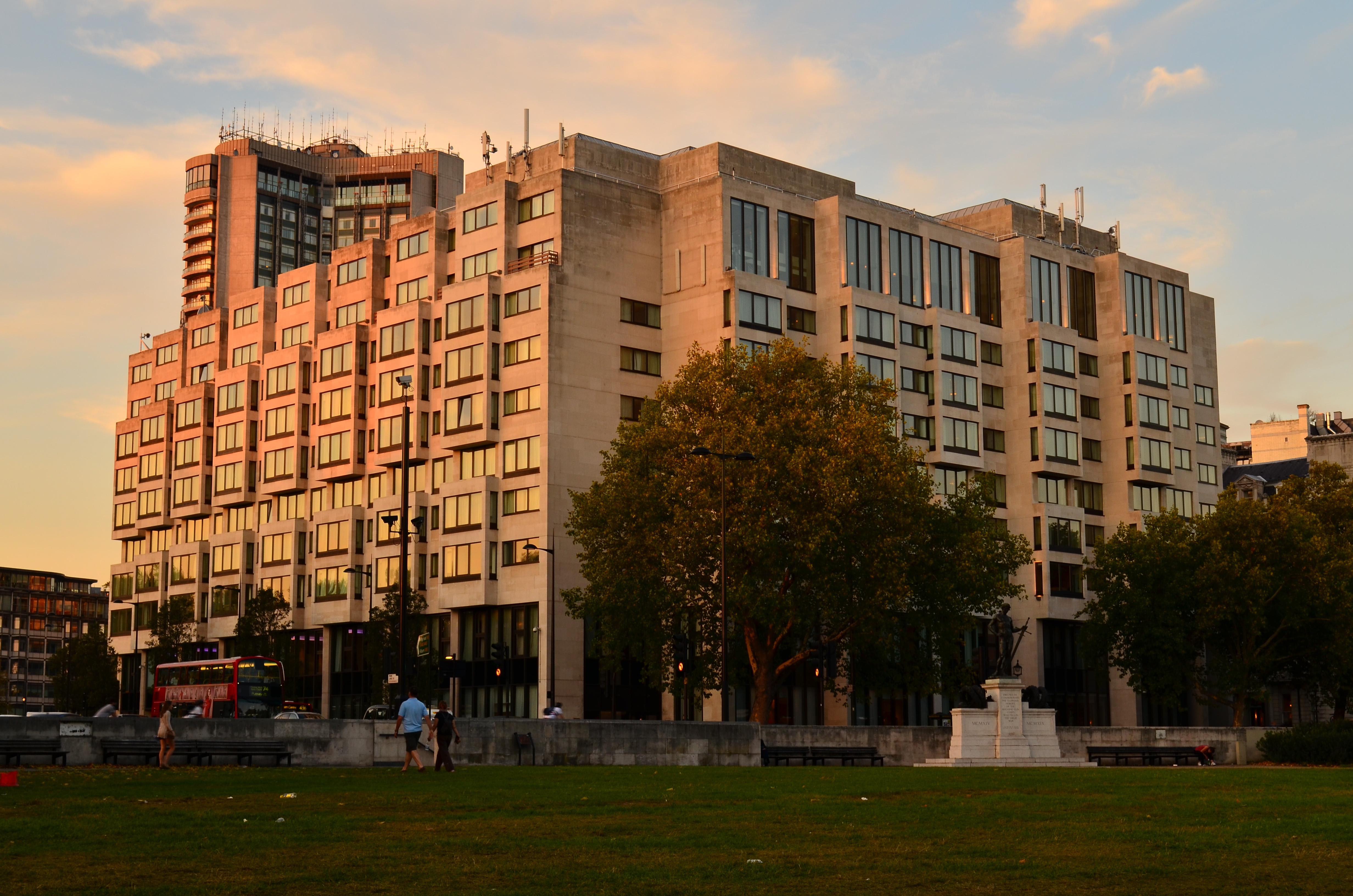
Hotel InterContinental de Londres, donde Tom Fletcher y Danny Jones compusieron las primeras canciones de McFly.

### 2004:Room on the 3rd Floor
McFly se inició en el mercado musical por medio de «5 colours in her hair», sencillo debut de la banda publicado el 29 de marzo de 2004 y que se mantuvo en el primer puesto de la UK Singles Chart durante las dos primeras semanas. Cuatro meses después, el segundo sencillo del grupo, «Obviously», también se dirigió directamente al número uno. Acto seguido, el 5 de julio de 2004, salió a la venta el primer álbum de estudio la banda, Room on the 3rd Floor. Caracterizado por las influencias del moderno pop punk y del surfer pop de los años sesenta, el material debutó como el más vendido de las listas británicas y obtuvo la certificación de doble disco de platino. Gracias a este hecho, McFly consiguió formar parte del libro de los Guinness World Records por ser la banda más joven en conseguir un álbum debut número uno en el Reino Unido, hazaña previamente ostentada por The Beatles. El título constituye una clara alusión al lugar donde Fletcher, Jones y Bourne habían escrito la mayoría de las canciones, la habitación número 363 del tercer piso del Hotel InterContinetal de Park Lane en Londres. El tercer sencillo del disco, «That Girl», fue publicado el 6 de septiembre del 2004 y alcanzó el puesto número tres en las listas del Reino Unido, mientras que el próximo y homónimo del álbum, «Room on the 3rd Floor», fue lanzado tan sólo un mes después y se posicionó en el número cinco, lo que confirmó el éxito del primer álbum de la banda.
Durante este tiempo, McFly inició su travesía por los escenarios en programas de la televisión británica como Top of the Pops o  CD:UK.  En febrero de 2004, realizó su primera gira de conciertos como teloneros de Busted junto al grupo V por el Reino Unido, aunque posteriormente en septiembre de ese mismo año la banda tuvo su propia gira nacional de teatros que incluyó 14 fechas en las que se agotaron todas las entradas.

### 2004—2006:Wonderland y Just My Luck
En marzo de 2005, McFly publicó su primer doble cara A llamado «All About You/You've Got a Friend»  de su segundo álbum, Wonderland, que contó con una orquesta de sesenta músicos. El sencillo, que incluía una versión de la famosa canción de Carole King, alcanzó el número en su primera semana, el 13 de marzo de 2005, con todos los beneficios donados a Comic Relief. El vídeo musical de «You've Got a Friend» fue filmado en Uganda, África, país que la banda visitó para apoyar la campaña de la organización bénefica. Varios meses después, el 2 de julio, McFly actuó en el evento Live 8 celebrado en Japón, en el que compartió cartel junto a artistas como Björk o Good Charlotte. El segundo sencillo del disco, «I'll be ok» , fue lanzado el 15 de agosto de ese mismo año y supuso para la banda su cuarto número uno británico, del mismo modo que el álbum, publicado dos semanas después, también alcanzó el primer puesto y convirtió a McFly en la banda más joven en colocar dos discos en el número uno. Para celebrar la publicación del álbum, que acadó la certificación de platino, la montaña rusa Nemesis, situada en el parque temático Alton Towers, fue brevemente denominada «Wonderland» durante un mes en el año 2005. La banda se montó en la atracción para una grabación de CD:UK, un popular programa de música británico. El tercer sencillo  de Wonderland, «I Wanna Hold You», salió a la venta el 17 de octubre de 2005 y logró ser el sexto top 3 consecutivo de la banda. El cuarto y último sencillo del álbum, «Ultraviolet/The Ballad of Paul K», fue publicado 12 de diciembre y alcanzó el noveno puesto en las listas. A continuación McFly inició su primera gira en los escenarios británicos que incluyó 19 espectáculos y a Tyler James y Famous Last Words como artistas invitados. Un DVD de la gira, titulado The Wonderland Tour 2005 y grabado en directo en el MEN Arena de Mánchester, fue comercializado el 28 de noviembre de 2005. Ese mismo año McFly también actuó en el evento Royal Variety Performance 2005 presenciado por la Familia Real Británica y donde la banda tuvo la oportunidad de conocer a la reina Isabel II en persona.
En el año 2006, McFly dirigió su atención a Norteamérica, donde los miembros del grupo realizaron su primera aparición cinematográfica en la película, Just My Luck, protagonizada por Lindsay Lohan y Chris Pine. Esta comedia adolescente se estrenó el 12 de mayo, tres días después de la publicación de la banda sonora del filme, que incluye canciones de McFly tomadas de sus dos primeros álbumes de estudio así como dos nuevas versiones actualizadas de «Five Colours In Her Hair» y «I've Got You». Aprovechando el tirón estadounidense, el grupo tocó varios conciertos en Los Ángeles y Nueva York, y también asistió estreno americano de la película en Hollywood.

### 2006—2008:Motion in the OceanyAll the Greatest Hits

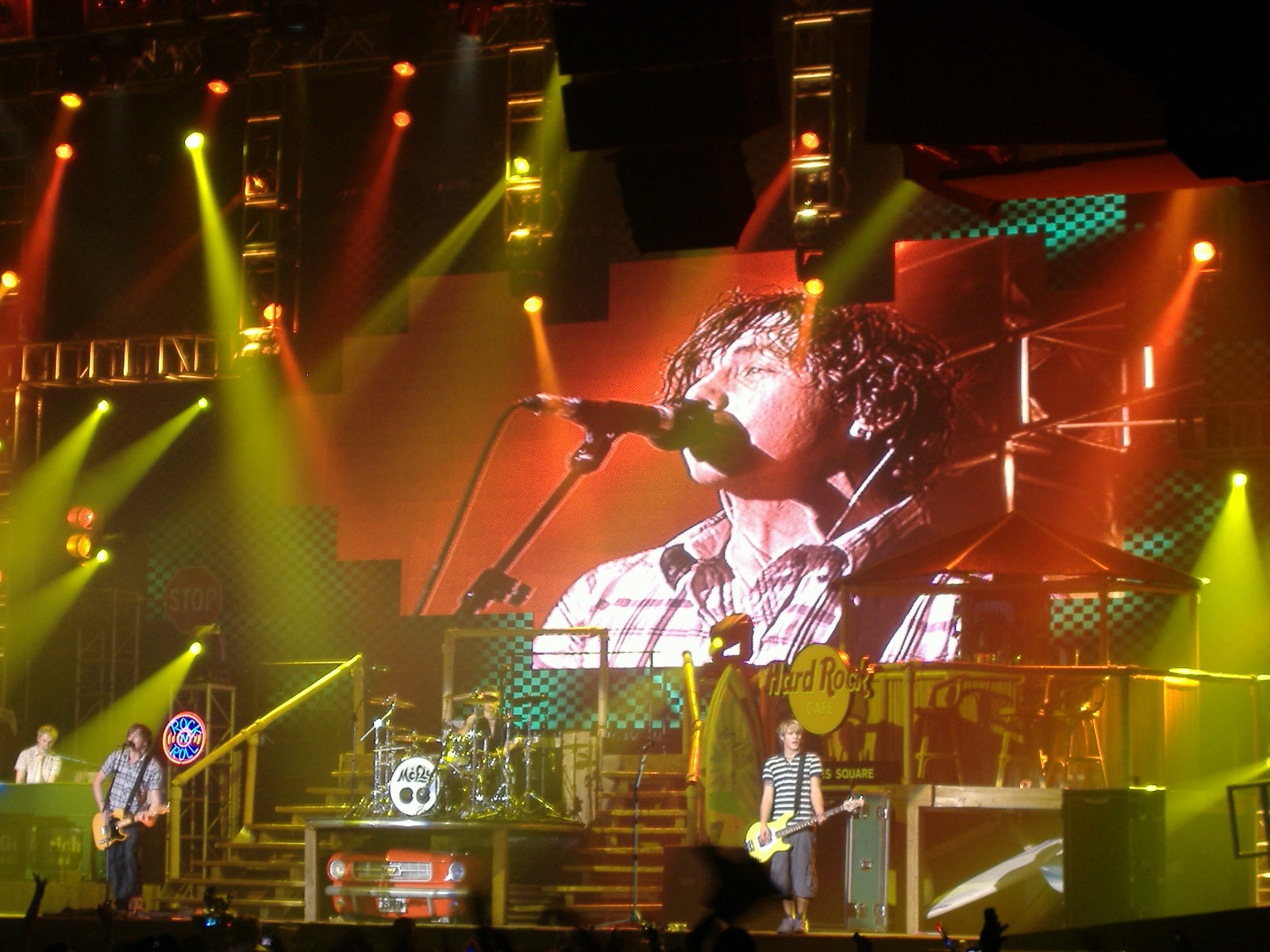
La banda actuando en Dublín, durante su Motion in The Ocean Tour.

La primera publicación de la banda en el año 2006 vino de la mano del sencillo «Don't Stop Me Now/Please, Please», lanzado en una doble cara A junto con una versión del éxito de Queen, «Don't Stop Me Now», que se convirtió en la canción oficial de la campaña Sport Relief 2006. El sencillo alcanzó el primer puesto en el Reino Unido el 23 de julio de 2006, por lo que se convirtió en el quinto número uno de la carrera musical de la banda. El 14 de septiembre de 2006, McFly confirmó mediante una carta enviada vía correo electrónico en su página oficial que el su tercer álbum de estudio se llamaría Motion In The Ocean. El disco salió finalmente a la venta el 6 de noviembre, alcanzó un sexto puesto en las listas de ventas y consiguió la certificación de oro. «Star Girl» fue el sencillo elegido para promocionar el nuevo disco. La canción fue publicada el 23 de octubre y se convirtió en número uno en la primera semana. Este mismo tema fue reproducido por la NASA en el espacio el 21 de octubre de 2009, gracias a un programa de la organización aeroespacial a través de la red social Twitter. El tercer sencillo del álbum, «Sorry's Not Good Enough/Friday Night», fue lanzado el 18 de diciembre y alcanzó el tercer puesto en las listas de sencillos del Reino Unido. La canción «Friday Night» formó parte de la banda sonora de la película Night at the Museum, protagonizada por Ben Stiller. El cuarto y último sencillo de Motion in the Ocean, «Baby's Coming Back/Transylvania», fue publicado el 7 de mayo de 2007 y se convirtió en el séptimo número uno de McFly. La publicación del sencillo estaba inicialmente prevista para el 26 de febrero, pero la banda canceló la publicación para viajar a la ciudad de Kamwokya en Uganda, que ya habían visitado previamente con Comic Relief en el año 2005. «Baby's Coming Back/Transylvania» posee el récord de mayor caída desde el número uno de un sencillo de edición no limitada en las listas británicas, pasó de ser el sencillo más vendido al vigésimo después de una sola semana, al igual que pasó con la edición limitada de «One Night» de Elvis Presley.
McFly se fue de gira una vez más bajo el nombre de Motion in the Ocean Tour 2006, que comenzó el 17 de septiembre de 2006 e incluyó como teloneros a The Click Five y Nylon y contó con las apariciones estelares de Matt Willis y del guitarrista Brian May en su actuación en Londres. Después de esta gira, decidieron realizar otra más pequeña para recorrer lugares más pequeños donde nunca habían tocado antes. Up Close and Personal Tour tuvo como telonero a Lil' Chris. Por último, el álbum fue relanzado al mercado en una edición de doble llamada Motion in the Ocean (Special Tour Edition) junto con un DVD de su actuación en el Wembley Arena el 14 de mayo de 2007.
A finales del 2007, McFly publicó su álbum de grandes éxitos All the Greatest Hits, disco que incluye todos los sencillos de la banda hasta dicha fecha más dos canciones nuevas, «The Heart Never Lies» y «Don't Wake Me Up» y una versión de Foolproof llamada «The Way You Make Me Feel». Pese a que había sido publicado originalmente como Greatest Hits, posteriormente se editó una versión limitada bajo el nombre de All the Greatest Hits que contenía ocho pistas más. El material alcanzó el puesto cuatro y se convirtió en disco de oro, mientras que el sencillo «The Heart Never Lies» se posicionó en el número tres de las listas británicas. Otra vez más McFly inició una nueva gira de 27 espectáculos que tuvo como teloneros a Elliot Minor y Saving Aimeee. El concierto celebrado en Wolverhampton fue filmado y posteriormente editado el 3 de diciembre de 2007 en un álbum en vídeo llamado All the Greatest Hits (The DVD).  Ese mismo día la banda publicó un disco en el que se recopilaban doce caras B de sus sencillos en el Reino Unido en un álbum llamado The Greatest Bits: B-Sides & Rarities.

### 2008—2010:Radio:ACTIVE

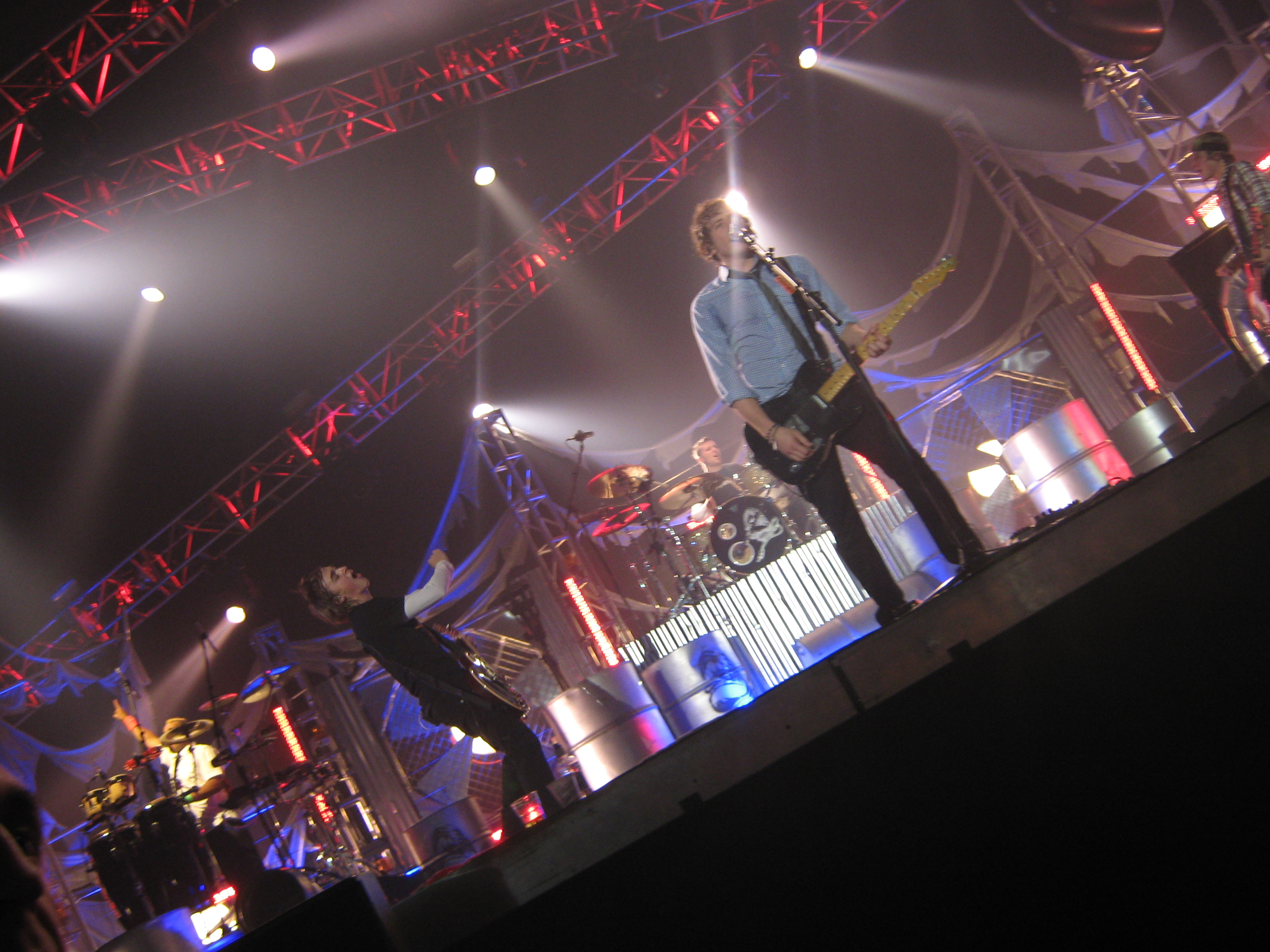
McFly actuando en el Newcastle Arena durante su Radio:ACTIVE Tour.

Después de que McFly confirmase que había dejado Island Records debido a diferencias discográfica, entre ellas haber publicado un grandes éxitos tan pronto, la banda creó Super Records, su propio sello discográfico bajo el que continuaron en el mercado musical. El 20 de mayo de 2008, la banda confirmó que su cuarto álbum de estudio, grabado y producido en Australia, se llamaría Radio:ACTIVE. Con el objetivo de hacer llegar el nuevo material a un mayor número de personas, se tomó la decisión de publicarlo primero de forma gratuita como suplemento en el periódico The Mail On Sunday. De este modo se llegaron a repartir unas 2 400 000 copias entre los lectores, lo que representó un incremento de 300 000 ejemplares en la circulación media del periódico. El director general del tabloide, Stephen Miron, declaró que tanto la banda como el periódico estaban «muy contentos con la venta». Posteriormente, el álbum salió a la venta en las tiendas del Reino Unido de forma convencional en una edición de lujo llamada Radio:ACTIVE Deluxe Edition, con 4 pistas adicionales, un libro de 32 páginas y un DVD que contenía documentales sobre la grabación del disco en Australia y su posterior promoción. El disco se convirtió en el octavo álbum más vendido del Reino Unido en su semana de lanzamiento.
El primer sencillo de Radio:ACTIVE fue «One for the Radio», una canción que describe «la lucha constante por la aceptación de la crítica». Publicada el 14 de julio de 2008, consiguió el segundo puesto en las listas de ventas británicas. «Lies», segundo sencillo del álbum, fue lanzado el 15 de septiembre de 2008 y alcanzó un cuarto puesto en la UK Singles Chart. A continuación la banda se embarcó en una nueva gira británica de 14 fechas bajo el nombre de Radio:ACTIVE Tour 2008, a la que le sucedieron un par de exitosos conciertos en Brasil que marcaron el inicio de la expansión internacional de la banda. El tercer sencillo del disco, lanzado el 23 de noviembre de ese mismo año, fue el doble cara A «Do Ya/Stay With Me» que se convirtió en la canción oficial de la campaña de 2008 de la organización benéfica Children In Need. McFly decidió organizar nuevamente una gira de conciertos, pero esta vez más íntimos. Up Close... And This Time It's Personal Tour se inició el 18 de abril de 2009 en Ámsterdam y se desenvolvió durante 14 fechas en el Reino Unido, con la participación de David Archuleta, antes de pasar por Brasil, Argentina, Chile y una actuación cancelada en México debido a la alarma por la gripe A. El 11 de mayo de ese mismo año, se publicó Radio:ACTIVE Live At Wembley, un DVD que recoge el concierto de la banda celebrado en el Londres, que se convirtió rápidamente en número uno y recibió el premio al mejor DVD musical del año en los UK Video Music Awards. Además «Falling in Love» salió la venta el 29 de abril de 2009 como sencillo promocional de su nuevo álbum en vídeo.
En el último tercio de 2009, la banda inició una nueva serie de conciertos en los cuales se presentó por primera vez en territorio continental europeo. La primera visita de McFly a España se produjo el 12 de septiembre en Madrid y un día después en Barcelona, ambos de la mano del festival Under Eighteen (U18). Además también actuaron en Alemania, París y Holanda. El 27 de octubre de 2009, se anunció que McFly firmó un contrato con EMI Music Spain para la distribución de su producción discográfica en territorio español. De este modo Radio:ACTIVE se publicó en el mercado español en una edición especial de CD+DVD. Además el sencillo «Falling in Love» consiguió introducirse en la lista de Los 40 Principales. Gracias a la gran recepción y éxito cosechados en España la banda volvió al país en tres ocasiones más: el 28 de noviembre participó en el festival Gran Canaria 40 Pop; el 2 de diciembre actuó en la Sala Penélope de Madrid de la mano de MySpace, canceló sus actuaciones del 16 y 17 de abril de 2010 en el festival Primavera Pop debido a la columna de humo desprendida de la Erupción del Eyjafjallajökull de 2010; y el 6 de junio de 2010 participó en el macrofestival Rock in Rio en su edición en Madrid.

### 2010—2012:Above the Noise
Después del éxito que supuso Radio:ACTIVE, primer disco bajo su propio sello discográfico independiente, McFly volvió a Australia para componer y grabar las canciones que formarían su quinto álbum de estudio. Sin embargo, después de finalizar las grabaciones, la banda desechó la mayoría del nuevo material al considerar que «podría haber formado parte del anterior álbum» y que «no había sido un paso hacia delante en el sonido del grupo». A partir de este momento la banda anunció la vuelta a su anterior discográfica, para la cual firmó un nuevo contrato al 50 % entre Universal/Island Records y Super Records. Con el objetivo de buscar nuevas ideas, McFly trabajó en Atlanta con el estadounidense Dallas Austin y con el británico Taio Cruz en Londres, productores con los que nunca había colaborado antes. Según palabras propias de la banda, el nuevo álbum había supuesto «un cambio de dirección» en el sonido de McFly, para incluir toques más electrónicos y nuevas influencias como Prince, Pink o Michael Jackson.
El 13 de julio de 2010, los integrantes de McFly realizaron una rueda de prensa para presentar su nueva música, que Daily Star describió como de «pesados sintetizadores y ritmos sensuales». En ese mismo día se estrenaron pequeños trozos de «Party Girl», «Shine a Light», «Nowhere Left to Run» y «I'll Be Your Man», una balada. Otras canciones, como «Here Comes the Storm» y «Foolish», habían sido grabadas por la banda y circulaban filtradas por internet, pero tan solo la segunda fue incluida en el disco. 
Tan solo dos días antes, Tom y Dougie confirmaron en sus cuentas oficiales de Twitter que el primer sencillo del nuevo álbum se llamaría «Party Girl» y que saldría a la venta el 6 de septiembre. En la premiere del sencillo en la radio In:Demand británica, la banda desveló que habían rodado un cortometraje de 30 minutos de duración de tema vampírico llamado, Nowhere Left to Run. «Party Girl» alcanzó un meritorio sexto puesto en las listas británicas. Poco después también se anunció el lanzamiento de la nueva web de la banda, Super City, una comunidad social en la que los fanes tenían la posibilidad de interactuar con la banda, acceder a contenidos exclusivos y descargarse el nuevo álbum dos semanas antes de su lanzamiento oficial en tiendas, previo pago de una subscripción de 6£ al mes o 35£ al año.
El segundo sencillo del álbum «Shine a Light», con la participación de Taio Cruz, salió a la venta el 7 de noviembre y alcanzanzó un cuarto puesto en su primera semana. Finalmente, el quinto álbum de estudio de McFly, titulado Above the Noise, fue publicado el 15 de noviembre de 2010 en el Reino Unido, donde consiguió convertirse en disco de plata, y un día más tarde en España. Posteriormente, el 8 de diciembre de 2010, Tom y Dougie desvelaron a través de un webchat que el último sencillo del disco sería «That's the Truth». Fue publicado el 7 de marzo de 2011, no obstante, solo llegó alcanzar el puesto treinta y cinco, en parte debido a la poca promoción que se realizó, ya que Dougie se encontraba en rehabilitación por depresión después de haber roto con su novia. En ese mismo mes la banda anunció que volvería a los escenarios para realizar su primera gran gira internacional bajo el nombre de Above the Noise Tour 2011, que se desarrolló en Europa, Sudamérica y Asia durante el primer semestre de 2011. El concierto celebrado en el Wembley Arena de Londres fue retrasmitido vía streaming para los subscriptores de la página web de la banda y a través de una aplicación propia descargable en la App Store. Durante la etapa de la gira celebrada en el Reino Unido, se filmaron imágenes de la banda tanto dentro como fuera del escenario que fueron incluidas en un documental y emitidas por el canal 5* del grupo Channel 5 bajo el nombre McFly on the Wall. Este nuevo programa de televisión, en el que se mostraban los hechos ocurridos desde la preparación de la gira hasta su final, se estrenó el 11 de abril de ese mismo año.

### 2012—2015:Memory Lane: The Best of McFly y The Anthology
Una vez terminada la gira la banda pronto se puso a trabajar en nuevo material para lo que será su próximo álbum de estudio. En agosto de 2011, el grupo anunció que realizaría una gira de veintisiete fechas en el Reino Unido durante los meses de marzo y abril de 2012 bajo el nombre de The Keep Calm & Play Louder Tour. Además, McFly anunció la comercialización de su autobiografía, Unsaid Things... Our Story, que fue publicada por la editorial Transworld Publishers el 11 de octubre de 2012 que desvelaba muchos sucesos y detalles desconocidos de la banda. El 10 de octubre, el diario británico The Mirror desveló en exclusiva a través de su página web la carátula del nuevo álbum recopilatorio de la banda, Memory Lane: The Best of McFly, que fue publicado el 26 de noviembre de 2012. Un día después en la página web de McFly se confirmó que el nuevo grandes éxitos del grupo contaría con tres canciones nuevas, «Do Watcha», «Cherry Cola» y «Love is Easy». Esta última fue publicada como sencillo el día 11 de noviembre. La banda se embarcó en una gira de dieciocho fechas, entre abril y mayo, alrededor de Reino Unido bajo el nombre de Memory Lane: Best of McFly Tour. Además, con motivo de su décimo aniversario, el grupo musical anunció para el mes de septiembre una serie de cuatro conciertos en el teatro Royal Albert Hall de Londres.
Luego de una breve pausa para dedicarse a su nueva banda McBusted, el 25 de abril de 2016, la banda anunció que volverían con una gira titulada The Anthology en junio de 2016, donde tocarían los cinco álbumes e incluirían algunas canciones nuevas originales para un nuevo álbum potencial durante tres fechas en cada una de las cuatro ciudades elegidas: Glasgow, Birmingham, Mánchester y Londres. Hablando con la revista 1883, Fletcher dijo: "Después de hacer dos giras masivas de Arena con McBusted, realmente queríamos hacer algo diferente para esta gira para anunciar el regreso de McFly. El 25 de mayo de 2016, se anunció que la banda tendría que posponer la gira, finalmente se realizó una gira en septiembre de 2016.

### 2016-2018: Pausa indefinida
La banda reveló que habían desechado dos álbumes de canciones grabadas desde Above the Noise. Fletcher dijo: "Después de una cierta cantidad de tiempo, sientes que es donde estabas, en un momento [...] Si lanzáramos cosas que grabamos hace tres años, no estaríamos al 100%. Al día siguiente, anunciaron que finalmente comenzarían a grabar material nuevo en enero de 2017. El 14 de marzo de 2018, la banda confirmó a través de su cuenta de Twitter que los chicos se están centrando en proyectos en solitario en 2018, pero esperan hacer más música en el futuro. Los miembros aún se apoyan mutuamente en sus proyectos individuales, como Tom, Jones y Judd que colaboraron en marzo de 2018. Todos los miembros han declarado que la nueva música se lanzará cuando sea el momento y la música adecuados.
Poynter ha comenzado una banda llamada Ink. Fletcher ahora tiene varios libros, incluyendo Christmasuras que se ha adaptado al escenario y Fletcher ahora está trabajando en la versión cinematográfica. Judd se va de gira con una producción llamada Rip It U , un musical. Jones lanzó su propio sitio web con su propia música lanzada en julio de 2018 titulada Is This Still Love.
En julio de 2018, McFly tocó en la celebración del aniversario de Matt, la primera vez que actuó como banda en casi 2 años.

### 2019-presente:The Lost Songsy 2020 Comeback Tour
El 5 de enero de 2019, Poynter confirmó a través de un pódcast en Sappenin 'Podcast con Sean Smith que McFly regresaría de su pausa con un nuevo álbum durante el año y que también harían una nueva gira durante el verano. Después de esto, el 9 de septiembre, la página de Instagram de la banda publicó un video del logotipo de su micrófono, acompañado por el sonido de los comentarios de la guitarra a medida que la imagen se enfoca. Esta fue la primera publicación realizada por la página desde 2017. Todos los miembros de la banda luego procedieron a publicar lo mismo en sus perfiles personales de redes sociales, anunciando un ' Instagram Live ' a las 9:30 a. m. del día siguiente (10 de septiembre). 
Después de una pausa de 9 años, la banda decidió The Lost Songs su sexto álbum de estudio, que incluye aquellas canciones que se suponían formaban parte de su sexto álbum de estudio inédito, destinado a ser lanzado en 2013.  La revelación del álbum se acompañó por el anuncio de un concierto de la banda en el O2 Arena de Londres el 20 de noviembre de 2019, donde marcaron el final de una pausa de tres años. El lanzamiento de las canciones fue acompañado por una serie de YouTube del mismo nombre, en la que la banda publicó una canción por episodio. Tras la venta del O2 Show, la banda anunció otras once fechas de gira formando una gira oficial de arena de regreso en 2020.

## Estilo musical
El estilo musical de McFly fue descrito por su propio sello discográfico como new-pop (nuevo pop), pero es considerado más comúnmente como pop rock. A pesar de la imagen y reputación de banda pop que el grupo adquirió de su primera etapa como teloneros de Busted, McFly no es considerada una boyband, puesto que componen sus propias canciones y tocan sus instrumentos en directo sin realizar ningún tipo de coreografía frente al público.
El sonido inicial de la banda, encabezado por su primer álbum de estudio, Room on the 3rd Floor, estaba influenciado por el moderno pop punk de la época, entre el que se incluían artistas como Blink-182 o Green Day; y el surf rock de los años sesenta de bandas como The Beach Boys, tal y como se puede apreciar en algunas de sus primeras canciones como «5 colours in her hair» o «That Girl».  Además, la consecución del récord a la banda más joven en obtener un álbum debut número uno en el Reino Unido, le valió a la banda una constante comparación con The Beatles en sus primeros años de existencia por parte de los medios de comunicación. Los álbumes siguientes, Wonderland y Motion In The Ocean, supusieron una línea continuista en el desarrollo del primer sonido de la banda. El único cambio reseñable con respecto al estilo de estos dos discos fue el abandono definitivo del surfer pop para llevar a cabo un sonido todavía más cercano al pop rock, por lo que apenas se incluyeron novedades como la participación de piezas de orquesta y la influencia de The Who en el primero, o las reminiscencias de Bon Jovi en el segundo.
Cinco años después de su formación, aún con una edad media de solo 22 años, McFly dio un nuevo paso hacia adelante en su sonido después de tomar la decisión de abandonar la compañía discográfica a la que pertenecían para montar su propio sello independiente auto-financiado, Super Records. La producción propia supuso para el grupo una liberación de las ataduras de los magnates de la música, según palabras de Tom Fletcher, la banda quería asumir «el control creativo» puesto que estaban seguros de querer grabar «canciones nuevas sin ningún tipo de compromiso». Fruto de esta renovación, su cuarto álbum Radio:ACTIVE se caracterizó por mantener la típica música rock hilvanada sobre melodías pop de McFly. Con este disco la banda amplió su rango de sonido, en el que las guitarras y la distorsión cobran fuerza. Destaca la predilección por el rock vintage. Líricamente, las letras son más agudas, más inteligentes y mucho más divertidas.
No obstante, a la hora de escribir el que sería su quinto álbum de estudio con el mismo productor que sus dos álbumes anteriores, Jason Perry, la banda se dio cuenta de que a pesar de lo contentos que estaban con Radio:ACTIVE, «no queríamos hacer una segunda parte». Empezaron a grabar maquetas con un material de reminiscencias ochenteras y sonido pop que se encontraba lejos de lo que se suponía que sería la próxima publicación de McFly. En el año 2010, antes del lanzamiento del quinto álbum de la banda, McFly decidió volver a firmar un contrato con Universal/Island, en un acuerdo al 50% entre Super Records y Universal. La discográfica les sugirió el nombre del productor estadounidense de R&b, Dallas Austin, como potencial colaborador para este cambio radical sobre lo que cabía esperar de McFly. El nuevo álbum, Above the Noise, marcó «un cambio de dirección» en el sonido de la banda, para incluir toques más electrónicos de synthpop o electropop y nuevas influencias como Prince, Pink o Michael Jackson.
En una entrevista concedida el 2 de marzo de 2012, la banda reveló que ya se encuentra inmersa dentro de la preparación de su sexto álbum de estudio. El nuevo material estará producido enteramente por Jones, por lo que será, en palabras de Fletcher, «más McFly que nunca» y más cercano al antiguo sonido de la banda para dejar a un lado los experimentos de Above the Noise.

## Miembros

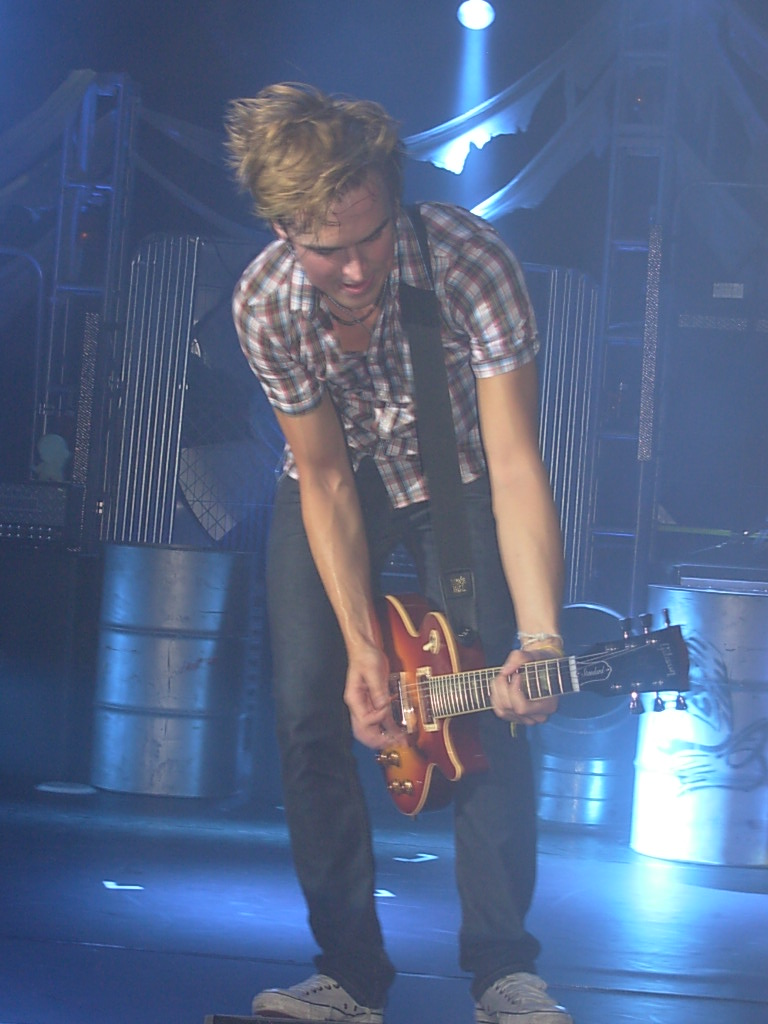
Tom Fletcher Voz y guitarra
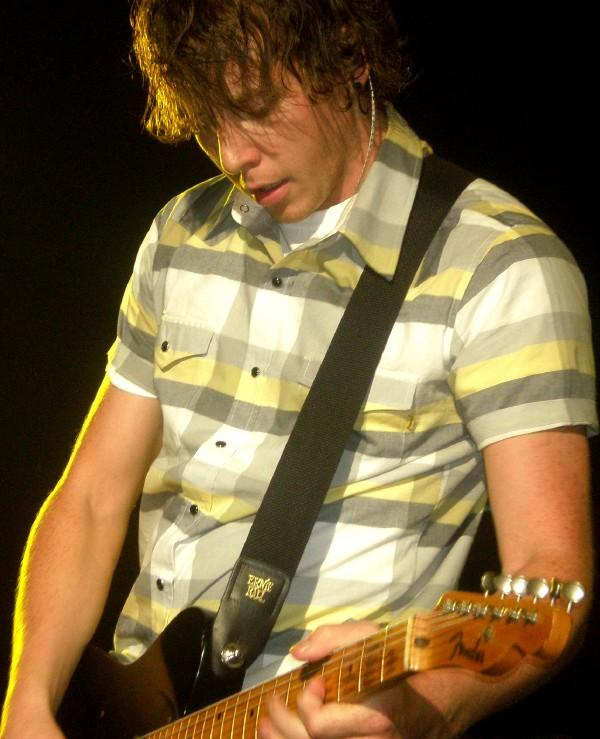
Danny Jones Voz y guitarra
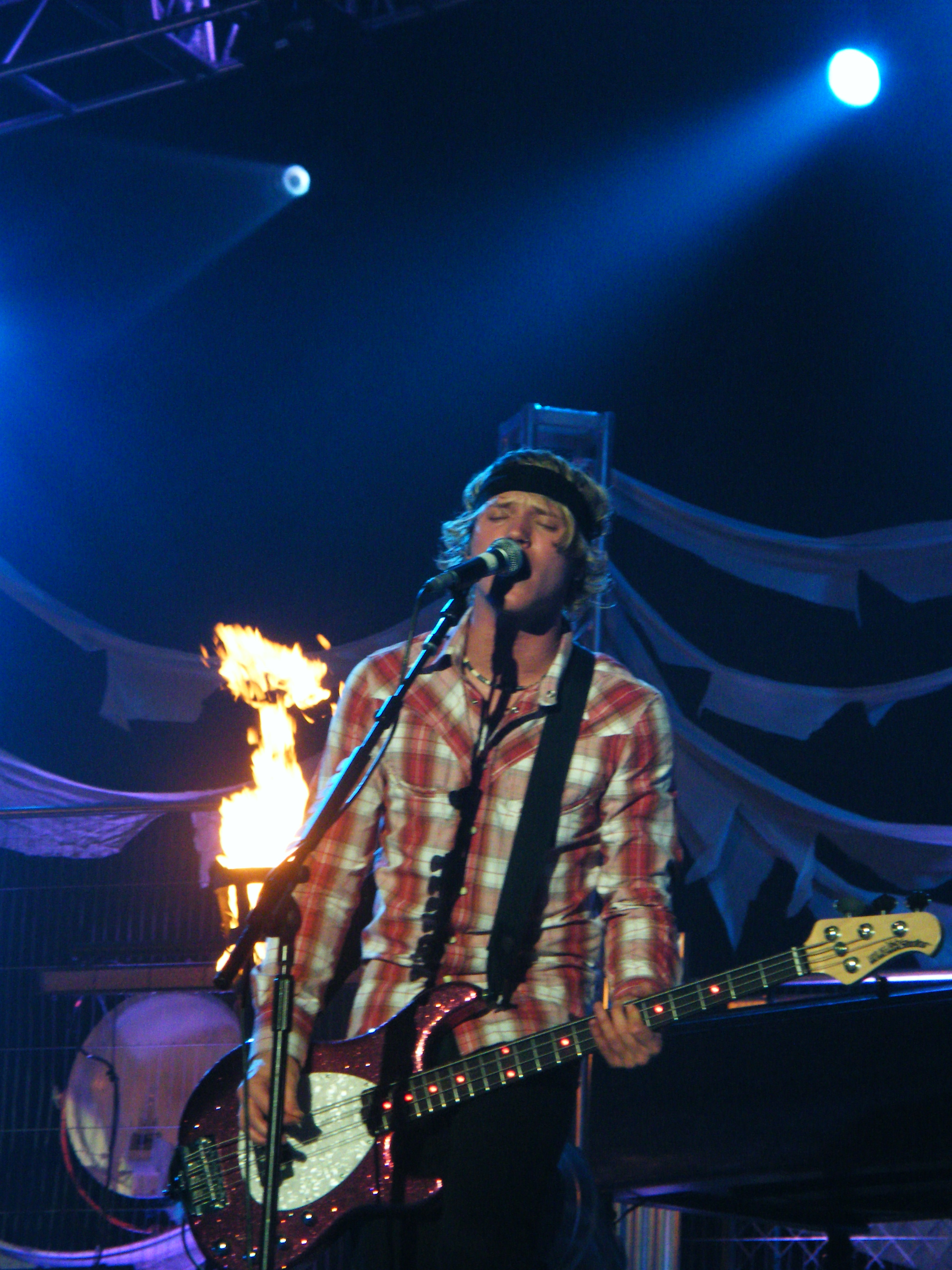
Dougie Poynter Bajo y coros
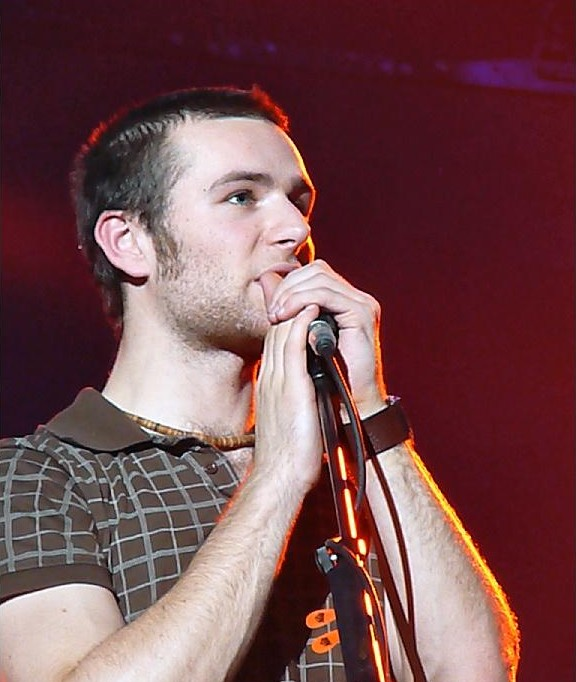
Harry Judd Batería

## Discografía
Álbumes de estudio
- 2004: Room on the 3rd Floor
- 2005: Wonderland
- 2006: Motion in the Ocean
- 2008: Radio:ACTIVE
- 2010: Above the Noise
- 2019: The Lost Songs
- 2020: Young Dumb Thrills
- 2023: Power To Play

## Videografía
| Año  | Título                  | Director(es)     |
| ---- | ----------------------- | ---------------- |
| 2004 | «5 colours in her hair» | Gav $ Luke       |
| 2004 | «Obviously»             | Andrew Margetson |
| 2004 | «That Girl»             | Si & Ad          |
| 2004 | «Room on the 3rd Floor» | Si & Ad          |
| 2005 | «You've Got a Friend»   | —                |
| 2005 | «All About You»         | Rupert Jones     |
| 2005 | «Pinball Wizard»        | Dougie Poynter   |
| 2005 | «I'll Be OK»            | Rupert Jones     |
| 2005 | «I Wanna Hold You»      | Phil Griffin     |
| 2005 | «Ultraviolet»           | Dick Carruthers  |
| 2005 | «The Ballad of Paul K»  | Corin Hardy      |

| Año  | Título                    | Director(es)               |
| ---- | ------------------------- | -------------------------- |
| 2006 | «Please, Please»          | Ben Taylor                 |
| 2006 | «Don't Stop Me Now»       | Phil Tidy                  |
| 2006 | «Star Girl»               | —                          |
| 2006 | «Sorry's Not Good Enough» | Ben Taylor                 |
| 2006 | «Friday Night»            | Ben Taylor                 |
| 2007 | «Transylvania»            | Ben Taylor                 |
| 2007 | «Baby's Coming Back»      | Ben Taylor                 |
| 2007 | «The Heart Never Lies»    | Nick Bartleet              |
| 2008 | «One for the Radio»       | Steve Jocz                 |
| 2008 | «Lies»                    | Chris Hopewell y Ben Foley |
| 2008 | «Do Ya»                   | —                          |

| Año  | Título                 | Director(es)            |
| ---- | ---------------------- | ----------------------- |
| 2009 | «Falling in Love»      | Paul Caslin             |
| 2010 | «Party Girl»           | Julian Gibbs y Mat Cook |
| 2010 | «Shine a Light»        | Phil Griffin            |
| 2011 | «That's The Truth»     | Luke Bellis             |
| 2012 | «Love is Easy»         | David Spearing          |
| 2013 | «Love is on the Radio» | David Spearing          |

## Giras
- 2004: Theatre Tour 2004
- 2005: The Wonderland Tour 2005
- 2006: Motion in the Ocean Tour 2006
- 2007: Up Close and Personal Tour
- 2007: The Greatest Hits Tour
- 2008: Radio:Active Tour
- 2009: Up Close...But This Time It's Personal Tour
- 2010: Before the Noise Tour
- 2011: Above the Noise Tour
- 2012: The Keep Calm & Play Louder Tour
- 2013: Memory Lane Tour
- 2013: 10th Anniversary Shows
- 2016: Anthology Tour
- 2019-2020: The Lost Songs Tour

## Premios
| Año  | Premio                                | Categoría                          | Vencedor(es)                                                |
| ---- | ------------------------------------- | ---------------------------------- | ----------------------------------------------------------- |
| 2004 | Walt Disney Awards                    | Mejores debutantes                 | McFly                                                       |
| 2004 | Smash Hits Awards                     | Mejor banda inglesa                | McFly                                                       |
| 2004 | Smash Hits Awards                     | Estrellas del año                  | McFly                                                       |
| 2004 | Smash Hits Awards                     | Mejor álbum                        | Room on the 3rd Floor                                       |
| 2004 | Smash Hits Awards                     | Mejor videoclip                    | «That Girl»                                                 |
| 2004 | Smash Hits Awards                     | El más atractivo                   | Danny Jones                                                 |
| 2005 | Smash Hits Awards                     | Mejor banda inglesa                | McFly                                                       |
| 2005 | Smash Hits Awards                     | Mejor sencillo                     | «All About You»                                             |
| 2005 | Smash Hits Awards                     | Mejor álbum                        | Wonderland                                                  |
| 2005 | Smash Hits Awards                     | El más deseado                     | Danny Jones                                                 |
| 2005 | Brit Awards                           | Mejor actuación pop                | McFly                                                       |
| 2006 | Virgin.net Music Awards               | Mejor grupo                        | McFly                                                       |
| 2007 | Nickelodeon UK Kids Choice Awards     | Mejor banda                        | McFly                                                       |
| 2007 | UK Festival Awards                    | Mejor actuación pop                | McFly (por su actuación en el V Festival)                   |
| 2007 | Virgin.net Music Awards               | Mejor actuación en directo         | McFly                                                       |
| 2008 | Nickelodeon UK Kids Choice Awards     | Mejor banda                        | McFly                                                       |
| 2009 | Meus Prêmios Nick                     | Mejor artista internacional        | McFly                                                       |
| 2009 | UK Music Video Awards                 | Mejor DVD del año                  | Radio:ACTIVE Live At Wembley                                |
| 2010 | 4Music Video Honours                  | Mejor videoclip del año            | «Party Girl»                                                |
| 2011 | Nordoff Robbins O2 Silver Clef Awards | Innovación digital                 | Super City                                                  |
| 2011 | In Rock Magazine                      | Mejor artista británico            | McFly                                                       |
| 2012 | Celebritain Digital Awards            | Mejor uso del vídeo por un artista | Tour Diary Backstage (montado y filmado por David Spearing) |
| 2012 | Celebritain Digital Awards            | Mejor web de artista               | Super City                                                  |
| 2012 | Celebritain Digital Awards            | Artista digital del año            | McFly                                                       |
| 2012 | Nordoff Robbins O2 Silver Clef Awards | Mejor actuación en directo         | McFly                                                       |